# Pseudonapomyza atronitens
Pseudonapomyza atronitens är en tvåvingeart som beskrevs av Zlobin 2002. Pseudonapomyza atronitens ingår i släktet Pseudonapomyza och familjen minerarflugor.
Artens utbredningsområde är Kazakstan. Inga underarter finns listade i Catalogue of Life.